# Denis Grabe
Denis Grabe (* 22. Februar 1990 in Tallinn) ist ein estnischer Poolbillardspieler.

## Karriere

### Einzel
Im August 2006 gewann Grabe bei der Jugend-Europameisterschaft die Bronzemedaille im 9-Ball der Schüler. Zwei Jahre später nahm er erstmals an der Herren-EM teil und schied dort im 14/1 endlos in der Vorrunde aus. Im April 2009 wurde er in Finnland bei den Blackpool Open Dritter. Wenige Tage später schaffte er es bei der Europameisterschaft im 8-Ball ins Achtelfinale, das er jedoch gegen Imran Majid verlor.
Nachdem er bei der EM 2010 nicht über die Runde der letzten 32 im 9-Ball hinaus gekommen war, gewann Grabe im April 2010 die Interpool 10-Ball Open. Im Juli 2010 gelang ihm bei den Austria Open erstmals der Einzug in die Finalrunde eines Euro-Tour-Turniers, in der er im Sechzehntelfinale gegen Philipp Stojanovic ausschied. Bei den Portugal Open 2010 erreichte er das Achtelfinale.
Bei der EM 2011 erreichte Grabe das Halbfinale im 8-Ball und unterlag dort dem späteren Europameister Dominic Jentsch mit 2:8.
Im Juni 2011 nahm er erstmals an der 9-Ball-Weltmeisterschaft teil und schied dort sieglos in der Vorrunde aus. 2012 schaffte er es bei der Europameisterschaft ins 14/1-endlos-Halbfinale, das er jedoch gegen Niels Feijen verlor. Beim Kremlin Cup 2012 zog er ins Finale ein, in dem er sich dem Polen Mateusz Śniegocki mit 6:8 geschlagen geben musste. Im Juli 2013 wurde er Neunter bei den US Open im 10-Ball. Im November 2013 schied er beim Kremlin Cup im Halbfinale gegen den späteren Turniersieger Thorsten Hohmann aus.
Im Mai 2014 gewann Grabe mit den Austria Open und erstmals ein Euro-Tour-Turnier, nachdem er im Finale den Griechen Nikos Ekonomopoulos mit 9:1 besiegt hatte. Nachdem er bei der 9-Ball-WM in der Vorrunde ausgeschieden war, gewann er im Finale gegen den Niederländer Marc Bijsterbosch die Slovenian Open schaffte es damit als achter Spieler, zwei aufeinanderfolgende Euro-Tour-Turniere zu gewinnen. Im Oktober 2014 belegte er bei den US Open im 9-Ball den 33. Platz. Wenig später erreichte er beim Kremlin Cup das Viertelfinale.
Im Februar 2015 erreichte Grabe bei der 10-Ball-WM die Runde der letzten 64 und unterlag dort dem Philippiner Ruben Cuna. Bei der EM 2015 schaffte er es im 8-Ball, 10-Ball und im 14/1 endlos in die Runde der letzten 32. Im September 2015 erreichte er nach Siegen gegen Oliver Ortmann und Li Hewen das Sechzehntelfinale der 9-Ball-WM und schied dort gegen Mike Dechaine aus. Einen Monat später erreichte er das Viertelfinale der Dutch Open und den 17. Platz bei den US Open.
Bei der EM 2016 zog er im 8-Ball ins Halbfinale ein und schied dort gegen den Spanier Francisco Sánchez aus. Beim 9-Ball-Wettbewerb schaffte er es ebenfalls ins Halbfinale, in dem er dem Deutschen Joshua Filler mit 5:9 unterlag. Im August 2016 erreichte er erstmals das Viertelfinale der 9-Ball-Weltmeisterschaft und verlor dort mit 3:11 gegen den Taiwaner Cheng Yu-hsuan. Wenige Tage später unterlag er bei den China Open in der Runde der letzten 32 dem späteren Turniersieger Wu Jiaqing. Im Oktober erreichte er bei den Dutch Open und bei der American 14.1 Championship das Achtelfinale. Bei den Kuwait Open 2016 schied er hingegen in der Runde der letzten 32 aus. Im November 2016 erreichte er beim Kremlin Cup, der in diesem Jahr erstmals als Weltranglistenturnier ausgetragen wurde, das Achtelfinale und verlor nur knapp gegen Ralf Souquet (7:8).
Beim World Chinese 8-Ball Masters 2017 wurde Grabe Dreizehnter. Im Februar 2017 gewann er bei den Italian Open seine dritte Euro-Tour-Medaille, nachdem er im Halbfinale gegen Ruslan Tschinachow ausgeschieden war. Bei der EM 2017 erreichte er im 10-Ball zum fünften Mal ein EM-Halbfinale, das er jedoch wie die ersten vier verlor; an seinem 27. Geburtstag musste er sich dem Schweden Christian Sparrenlöv mit 9:10 geschlagen geben. Wenig später gelangte er bei seiner ersten Turnierteilnahme auf der World Pool Series ins Viertelfinale und verlor gegen den Turnierorganisator Darren Appleton. Bei seinem zweiten Turnier schied er hingegen in der Vorrunde aus. Beim Kremlin Cup 2017 unterlag er im Viertelfinale dem Titelverteidiger Alexander Kazakis. Im Oktober 2017 erreichte er bei den Klagenfurt Open das Halbfinale, in dem er gegen Sebastian Ludwig nach einer 5:1-Führung mit 7:9 verlor. Bei der American Straight Pool Championship erreichte er das Achtelfinale. Wenig später schied er beim Finalturnier der World Pool Series 2017 bereits in der Vorrunde aus. Bei den Treviso Open 2017 gelang ihm zum zweiten Mal in Folge und zum insgesamt fünften Mal auf der Euro-Tour der Einzug ins Halbfinale, in dem er sich dem späteren Turniersieger Wiktor Zieliński mit 2:9 geschlagen geben musste.
Von 2005 bis 2016 wurde Grabe bei den Junioren und Herren insgesamt 26-mal Estnischer Meister.

### Mannschaft
Grabe nahm bislang dreimal am World Cup of Pool und bildete dabei jeweils mit Erki Erm das estnische Team. Nachdem sie 2011 das Achtelfinale erreicht hatten schieden sie 2013 und 2015 in der ersten Runde aus.
Mit der estnischen Nationalmannschaft nahm er 2010 an der Team-WM teil und schied in der Vorrunde aus.
In der Saison 2011/12 spielte er beim deutschen Bundesligisten BV Mörfelden-Walldorf. Er wurde zweimal eingesetzt und gewann alle vier Einzelpartien.

### Russisches Billard
Grabe nahm 2007 erstmals an einer Weltmeisterschaft im Russischen Billard teil. Bei der Freie-Pyramide-WM in Kiew schied er jedoch wie die beiden anderen estnischen Teilnehmer in der Vorrunde aus, nachdem er gegen Eduard Galijanz und Aljaksandr Kaszjukawez verloren hatte.

### Snooker
Im Snooker erreichte er 2007 bei der offenen ukrainischen Meisterschaft das Halbfinale, in dem er sich dem Titelverteidiger Serhij Issajenko mit 0:3 geschlagen geben musste. 2008 gewann er durch einen 3:2-Finalsieg gegen Jewhen Nowossad ein Turnier des ukrainischen Pokalwettbewerbs. 2009 erreichte er bei der U19-Europameisterschaft das Sechzehntelfinale.

## Erfolge
- Austria Open: 2014
- Slovenian Open: 2014
- Aramith 9-Ball Players Championship: 2018
- Dynamic Antalya Open: 2019
- Maldives Open: 2024